# Kentriodon
Il kentriodonte (gen. Kentriodon Kellogg, 1927) era un delfino primitivo vissuto nel Miocene medio (circa 12 milioni di anni fa) in Nordamerica.
Questo delfino estinto è una delle prime forme davvero simili alle specie attuali. Alcune caratteristiche primitive, tuttavia, hanno convinto gli studiosi a inserirlo in una famiglia a parte, i kentriodontidi (Kentriodontidae). Lungo circa 2 metri, il kentriodonte possiede già quel profilo idrodinamico tipico dei tursiopi e dei delfini attuali. I reperti fossili sono datati dal tardo Oligocene al Miocene medio; non sono stati trovati fossili del tardo Miocene. I resti del kentriodonte sono stati rinvenuti soprattutto nel Maryland, ma altri resti attribuiti con qualche incertezza a questo animale sono stati rinvenuti in Europa e in Giappone.